# شون فرازير (لاعب كرة قدم)
شون فرازير (21 سبتمبر 1980 في كندا - ) هو لاعب كرة قدم كندي في مركز الوسط. شارك مع منتخب كندا تحت 17 سنة لكرة القدم ومنتخب كندا تحت 20 سنة لكرة القدم. أما مع النوادي، فقد لعب مع Toronto Lynx ‏ وShanghai Shenxin F.C. ‏ وCalgary Mustangs (USL) ‏ وEdmonton Aviators ‏ وEdmonton Drillers (2007–2010) ‏.

## وصلات خارجية
- شون فرازير على موقع قاعدة بيانات كرة القدم.إي يو (الإنجليزية)